# Avometer

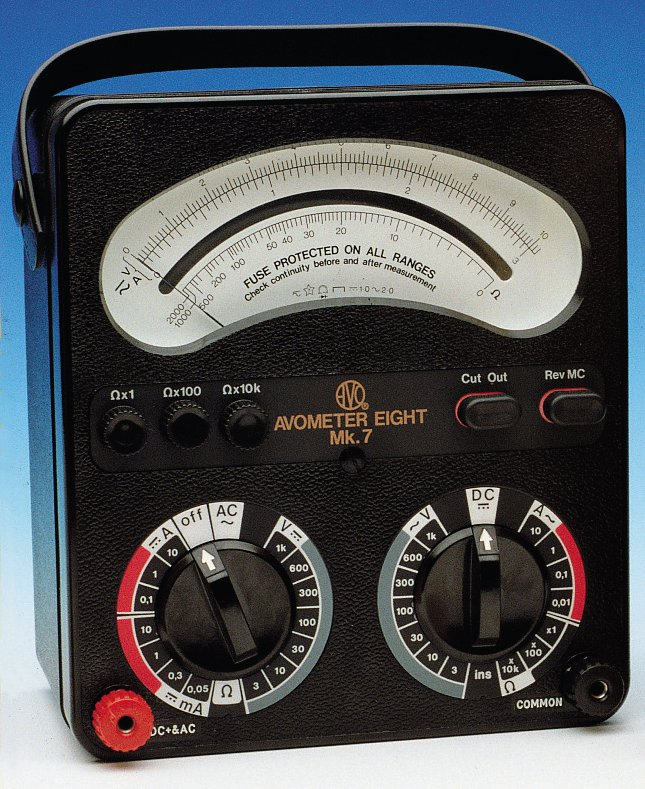
AvoMeter 8型的最後版本，本型生產年份自1951至2008年，圖為8型7代(Model 8 Mk7)，

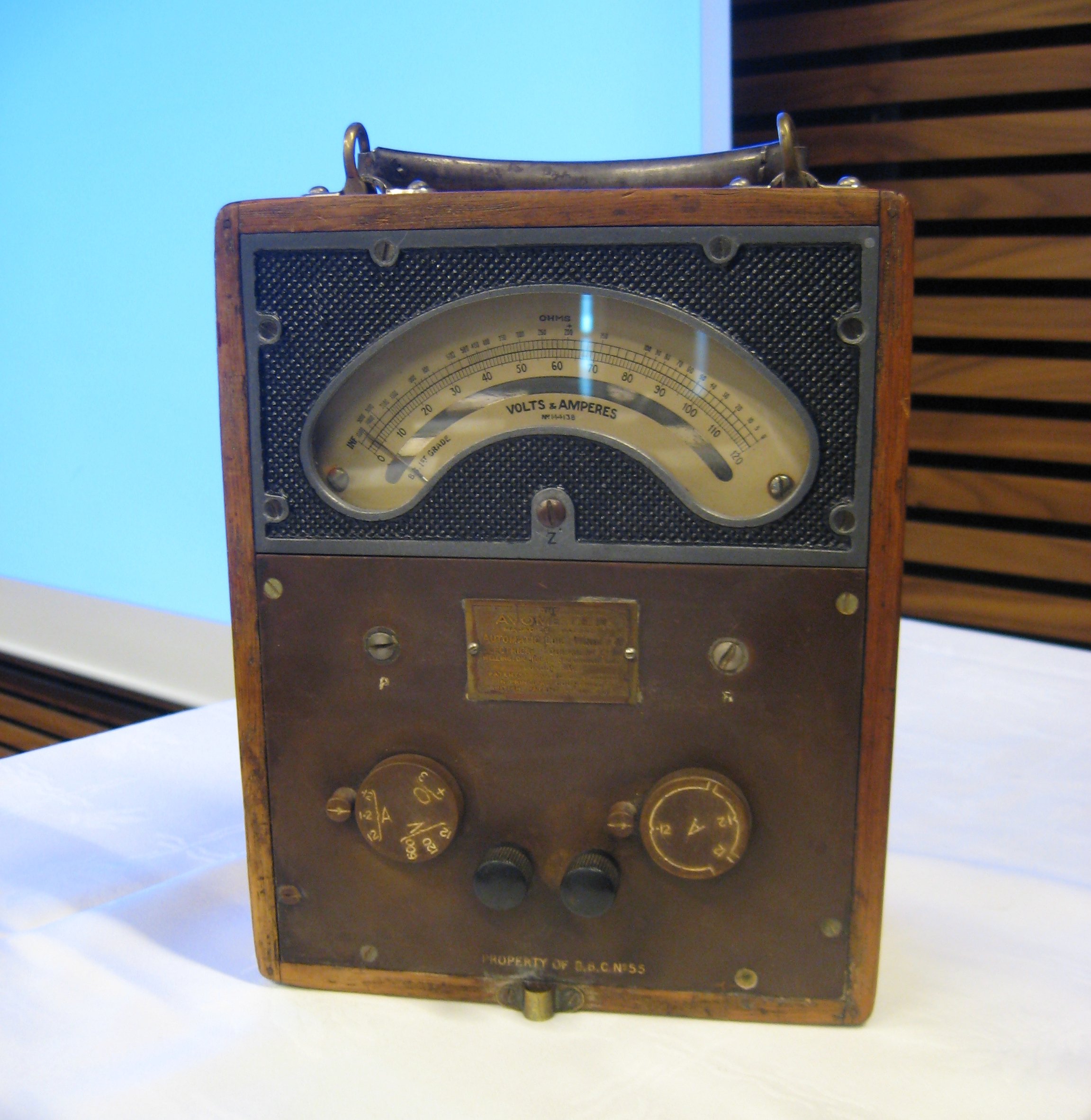
AvoMeter的早期版本

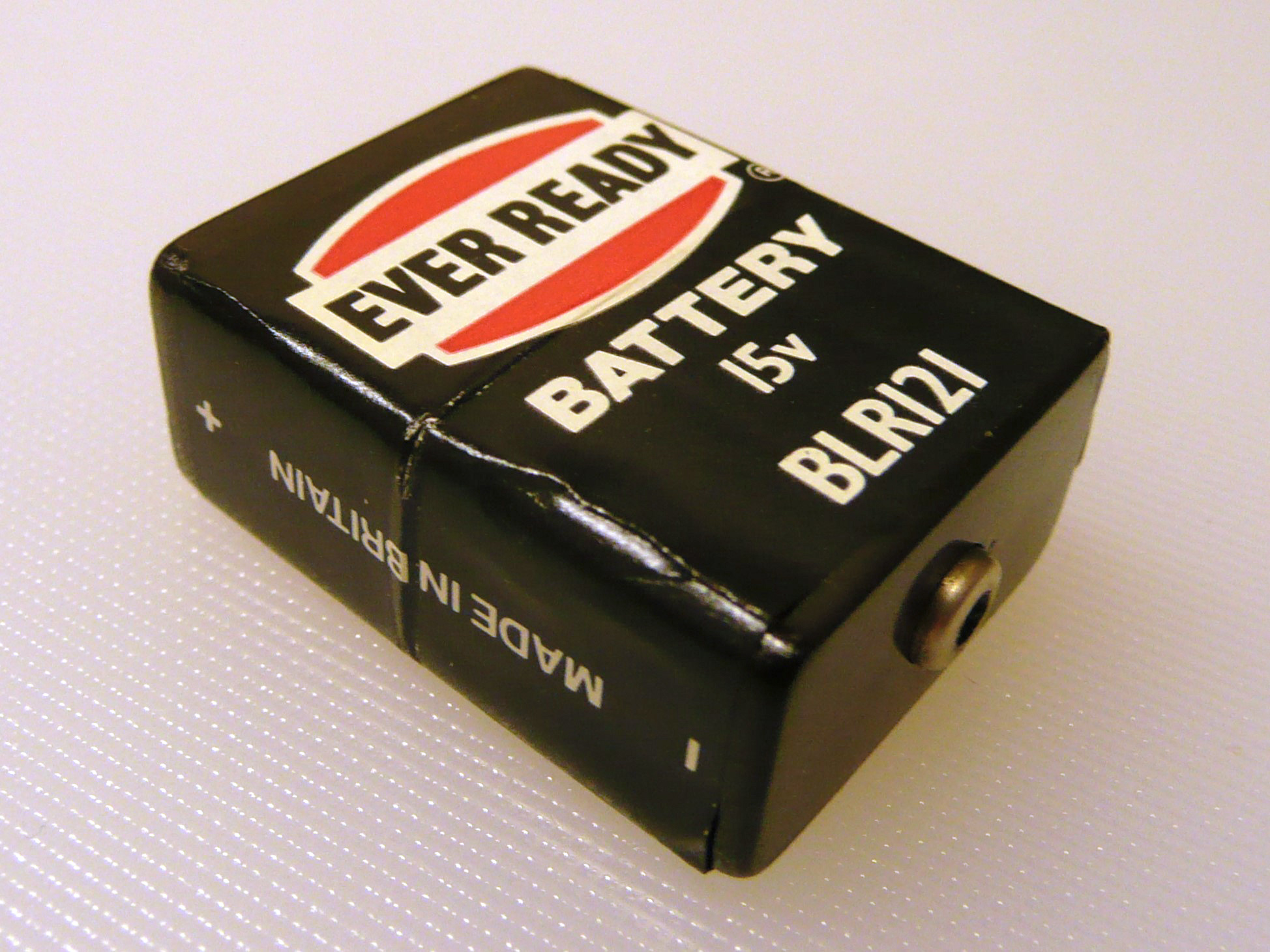
AvoMeter万用表中常見的15伏特BLR121电池

AVOMETER（AvoMeter, AVOmeter）是英国万用表和电子测量仪器的商标，用在英國的自動繞線機暨電氣設備公司（Automatic Coil Winder and Electrical Equipment Co.）於1923年開始生產的最早兼具電流、電壓、與電阻測量功能的多用途電表。該公司在1957年更名為 AVO Ltd.。现今該品牌由 Megger Group Limited 公司所拥有。 這一系列三用電表中最有名的可能是8型，該型从1951年5月開始生產，直到2008年止，8型生产了許多代的版本，最后一个版本是8型7代（Model 8 Mark 7）。
AvoMeter三用電表也常被简称为 AVO，因为AVO公司的識別标识由三個字母所組成，分別是A(代表安培)、V(代表伏特)、與O(代表歐姆)。设计概念源于邮局工程师 Donald MacAdie，在1923年AvoMeter三用電表推出當時，他是伦敦郵政局工厂部的高级職員。

## 技术特色與歷史
原始的AvoMeter設計只能測量直流電流（3個檔位：0.12，1.2和12A），直流电压（3個檔位：12，120和600V）和電阻（单一檔位：0-10,000Ω，表尺中間值為225Ω）。 所有的范围可以通过单一的旋鈕進行功能和檔位的切換。 第二个旋鈕則是一个可變電阻器，成电路系列中的仪器，可用于控制电流通过一个测设备和仪表。 採用的電表表頭是滿刻度偏转電流為12mA的，同時並聯了一組＂通用分流器＂（"universal shunt"）而使表頭組的滿刻度偏转電流增加到16.6mA，对应的電壓檔位內阻為60Ω/V。它的指针為刀缘形，刻度上附加有防視差的镜面。
其他獲得的专利有捷克斯洛伐克（1923年），奥地利、法国、德国、與瑞士（1924），随后是美国专利（1926）。
原始AvoMeter三用電表的外箱是梳接橡木製成，面板下方為硬橡胶，面板上部則是铸造铝材。
經歷了約三年的生产後、销售量已足以支持重新设计，於是改用了滿刻度偏转電流為6mA的電表表頭，重新设计後的三用電表外殼由一块酚醛樹脂塑成型量程而成，面板上方指針觀察窗口為獨特的肾形設計，測量選擇范围具有13個檔位。後殼是深绘制铝箱，並在後側釘有操作說明概要，後背的操作說明是 AvoMeter 全系列的特色之一。 表頭的接線經一條简短的細导线作為保護用，此一焊接在表頭後方的細線可作为一个保险丝。 以后的版本會在前面板設有一个校准的、螺絲旋入式的保险丝或斷路器。
仪表用氧化铜整流器在1920年代末期面市後、20檔位的"通用"版AvoMeter在1931年推出可以測量直流與交流电压电流的三用電表。 与许多类似的万用表设计不同的是，幾乎所有的AvoMeter都可以测量交流電流到10A或12A(依機型而異)，僅短暂推出過的"高阻(HR)AvoMeter"（約1948-1951年）除外。
1933年起，AvoMeter加入了一組双靈敏度的電路，使實際可用的电压和電流檔位加倍。 按下"÷2"（除以2）按鈕時為雙倍的高灵敏度，此時的真實測量值為讀數的一半。在AvoMeter 8型中沒有雙倍高灵敏度按鈕，原按鈕改作偏转方向的正負逆转使用。
AvoMeter的设计特色之一是使用簡易，为此目的，所有的量测一般只使用仅有的两个输入端子。 然而，AvoMeter HR 具有的 2500V（AC和DC）檔位，則需在1000V檔位上，通过连接前面板上方角落的两个2500V專用端子進行量測。 这樣的設計在8型中继续沿用，但電壓增加到3000V以匹配它们的1 - 3 - 10 檔位范围，這也在9型的二代和四代，8型五代（model 8 mark V）。在8型六代和七代為符合当代的安全标准，考慮安全的问题而刪除了3000V檔位，这也可以免用高压电阻因而显着的节省了成本。
8型二代作为一个電阻表(欧姆計)使用時有三个檔位，可量測范围由1Ω达到20MΩ。 仪器精确度在直流电流檔位为滿刻度范围（FSD）的±1%，直流电压檔位为滿刻度范围的±2％，交流檔位為滿刻度的±2.25％，電阻檔位為读数的±5％（在量尺中心讀值上）。 它在滿刻度全偏向時的汲取的50 μA最大电流（对应於電壓檔內阻 20,000 Ω/V）可以在大多数情况下，充分的减少电路负载造成的電压测量误差到一个可接受的水平。
AvoMeter万用表采用了一个交流直流互锁的的设计，这防止了交流和直流檔位同时进行选择。  例如，除非该AC選擇开关置于"直流"的位置，否則無法進行任何直流电流或电压的測量與連接。 在8型中，这個位置是与交流選擇开关箭頭垂直的。 同样的，要使用交流的檔位，DC選擇开关必须指向"AC"的位置。
將DC开关设置在"AC"位置，AC开关设置在"DC"位置，沒有電流可流過儀表。 然而，表頭的移动线圈會受到运输过程中的可能的重大冲击所影響，较好的做法是將電表兩端子短路以給予移动线圈最大的阻尼。 在早期AvoMeter中，可以通过短路输入端並选择最靈敏的直流檔位來達成。 该模型，8型的五代、六代、和七代在DC开关提供了一个OFF的位置，可以断开两个測量端子並短路表頭的移动线圈。
自1936年起，AvoMeter加入了過載斷路的的设计，配备了一个由可动线圈框向前或反弹到底停止的裝置。 7型是第一個使用底停斷路的機型，它还具有加速動作，在重过载事件時，可以在指针已经达到滿刻度三分之二前令斷路器開路。 加速斷路在8型中並沒有使用。自8型三代開始，加入保险丝使電阻檔位也得到进一步的防護；在8型六代與七代中，保險絲提供了所有檔位的防護。
AVO萬用表在英国的制造业和服务业、研究与发展和高等與进階教育中几乎无处不在，在公用事业、政府机构和英国武装部队中也受到广泛使用。一些特别的版本依照英国海军部和空军部或其他客户的规范生產供應。 8型五代、六代、七代的設計旨在符合北约规格，並成為北約的标准配備。 许多商业上和军事上的服务手册中會標示，电流或电压测量值係由AvoMeter 7型或8型所量得。1930年代后期的广告中，將AvoMeter的應用與計算尺相比。 即使在今天，仍然可以发现它的正常使用。
早期版本的7型、8型和9型有一设计缺陷，导致易受運送途中的移動造成表頭损坏。因為用户经常在关掉仪器時，將DC开关设置在AC位置，AC开关设置在DC位置，但在這樣的設置下，表針运动完全无阻尼，因此易在移動時過度晃動。 雖然受影响機型的操作手册中提到選擇開關不应被切换到AC和DC位置(或旁邊空白的位置)，但未能解释为什么。 在後來的機型中，通过提供直流开关一个OFF的位置，令这个问题得到解决。

## 現在
尽管有持续的客户需求，生产在2008年已停止。据报道，由于机械零部件供应商的許多问题。. 最后离开工厂的電表是 AvoMeter 8 Mk7 (序列号6110-610/081208/5166)，並在2010年二月贈與 Megger 公司所舉辦競賽的获奖者。

## 主要機型

### 一般用途型
"The AvoMeter" - 1923至1928年，可測量直流电流、直流电压、電阻，共7個檔位
(DC) AvoMeter - 1928至1939年，最初是13個檔位，後來通过使用"÷2"按钮开关扩展到22個檔位
Universal AvoMeter - 1931至1939年，最初20個檔位，后来通过使用"÷2"按钮开关扩充到34及36個檔位。被 model 40 所取代。
Universal AvoMeter Model 40 - 1939至大約1986年。 发展為36檔位的通用型万用表，並纳入自动斷路，内部结构與7型相类似，(基本范围至12A和1200V，電流檔可配合附屬分流器進行扩展)。電壓檔位內阻 167 Ω/V。

### 高灵敏度型，主要用于收音機和电子产品
50檔位的 Universal AvoMeter 后来被称为7型(model 7)(1936至約1986年)：用於收音機維修的"高灵敏度"万用表。 (基本檔位范围到10A和1000V，前者可配合分流器作扩展。另有功率因数和瓦特測量单元可用)。 電壓檔位內阻 500 Ω/V, "÷2"按钮按下時為 1000 Ω/V。
AvoMeter 8：1951年5月至2008年11月（本型共有七代），直流電壓檔內阻為 20,000 Ω/V，交流電壓檔內阻為 1,000 Ω/V。（依代別不同，基本量測檔位到10A與1000、2500、或3000V)
AvoMeter 9：基本上與8型相似，除了直流和交流开关原有字母标记外，也具有国际通用符号。直流電壓檔內阻為 20,000 Ω/V，交流電壓檔內阻為 1,000 Ω/V。(基本量測檔位到10A與3000V)
1972年 AvoMeter 8型五代（model 8 mark V）起合併了８型與９型的功能特色，自此9型停產。

### 特殊用途型
- AVOmeter model 12：汽車用（檔位： 3.6 A 與 36 A, 9 V, 18 V 與 36 V DC, 電流檔可藉外部分流器擴充, 9 V, 18 V, 90 V 與 360 V AC）.
- 耐用型（Heavy Duty）AVOmeter：較小的結實型萬用表，一個選擇旋鈕。原係依照大西部鐵路公司的請求，設計給鐵路號誌檢測用，但直到1948年大西部鐵路成為不列顛鐵路西部地區後才開始供貨。後來不同檔位的機也在商業市場出售 （基本檔位至 10 A 與 1000 V）

### 小型
- AVOminor(1935年至1952年)：僅有用直流电流，直流电压，及電阻測量檔位的小型仪表。通过將測棒插入不同的插孔來选择所需檔位。

- Universal AVOminor(1936年至1952年)：具有直流與交流測量功能的小型仪表。通过將測棒插入不同的插孔來选择所需檔位。

- AVO Multiminor：先前 Minor 的後續替换機型，所有功能和檔位由单一的旋鈕切换。没有自动保护。(基本檔位1A 僅DC，和1000伏，均可使用外接倍数器和分流器進行扩展)。直流電壓檔內阻為 10,000 Ω/V，交流電壓檔內阻為 1,000 Ω/V。

- 鉗表：主要为高电流用(檔位: 交流 300A、600A、1200A, 交流 150V、300V、和600V)。 無直流量測。 灵敏度不詳。

## 其他产品

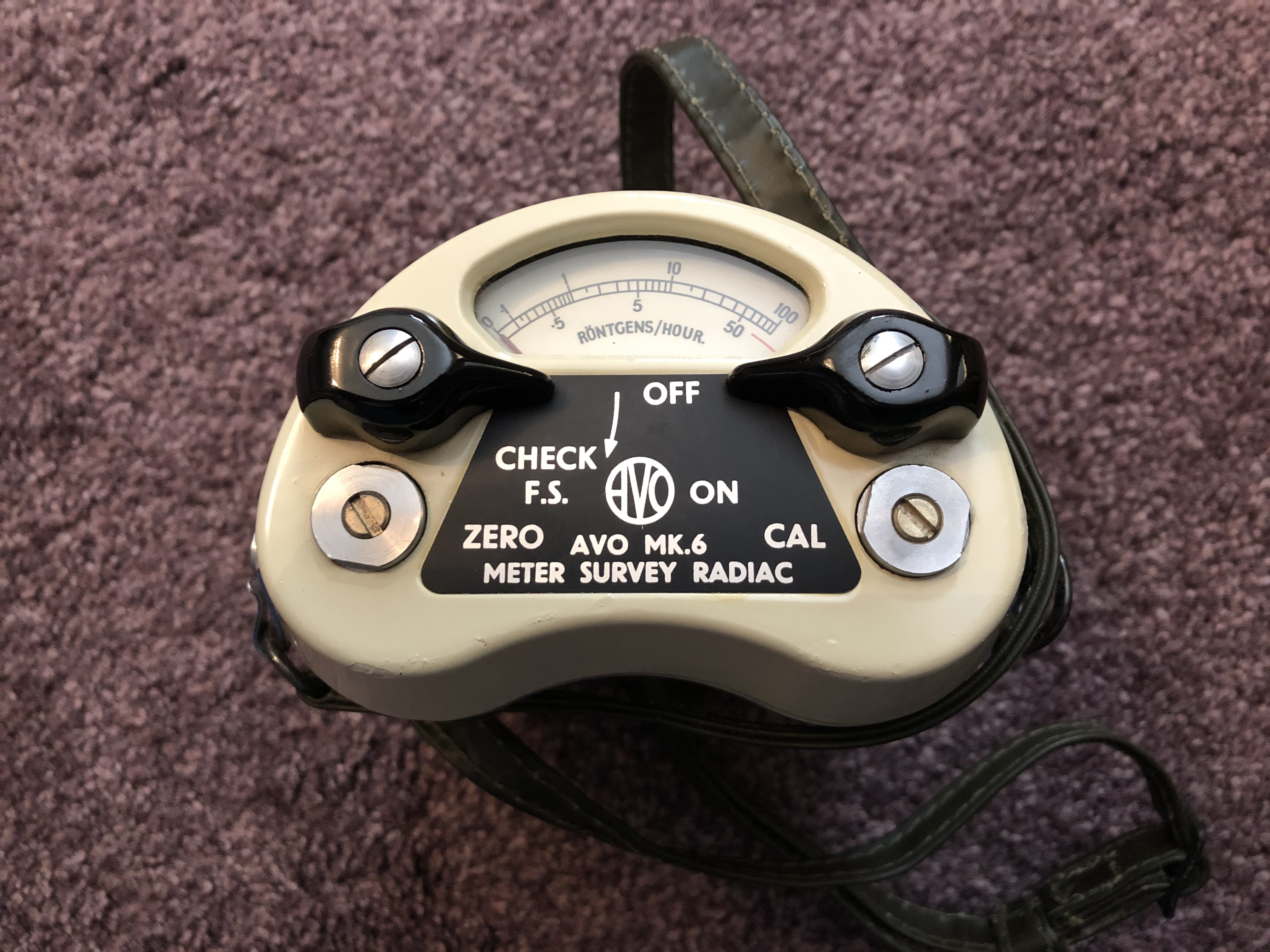
AVO Meter Survey Radiac Mk.6 盖革计数器

### 盖革计数器
- 该公司制造的盖革计数器在1950和60年代使用於英國民防部門。

### 真空管测试儀
- 自動繞線機暨電氣設備公司或AVO公司還推出了许多其他类型的儀器，其中知名的包括真空管(電子管)测试儀系列。[23]

## 外部鏈結
- AvoMeter 7 型三用表(英文)（页面存档备份，存于）
- AvoMeter 8 型三用表(英文)（页面存档备份，存于）